# Feel Me
Feel Me – singel promocyjny amerykańskiej piosenkarki Seleny Gomez z jej trzeciego albumu studyjnego, zatytułowanego Rare. Singel został wydany 21 lutego 2020. Twórcami tekstu utworu są Selena Gomez, Jacob Kasher, Ammar Malik, Ross Golan, Phil Shaouy, Lisa Scinta, Kurtis McKenzie oraz Jon Mills, natomiast jego produkcją zajęli się The Arcade, Phil Phever i Mills.
„Feel Me” jest utrzymany w stylu muzyki pop. Utwór był notowany na 98. miejscu na liście najlepiej sprzedających się singli w Stanach Zjednoczonych. Piosenka została pierwszy raz zaprezentowana podczas trasy koncertowej Revival Tour (2016).

## Twórcy
Opracowano na podstawie materiału źródłowego.
- Selena Gomez – wokal prowadzący, wokal wspierający, autorka tekstu
- Phil Phever – produkcja muzyczna, autor tekstu, producent wokalu, programista, wokal wspierający, gitara basowa, instrumenty klawiszowe
- J. Mills – produkcja muzyczna, autor tekstu
- Kurtis McKenzie – produkcja muzyczna, autor tekstu
- Ammar Malik – autor tekstu, wokal wspierający
- Ross Golan – autorka tekstu, wokal wspierający
- Lisa Scinta – autorka tekstu, wokal wspierający
- Jacob Kasher – autor tekstu
- Tony Maserati – miksowanie
- Najeeb Jones – asystent miksowania
- Chris Gehringer – inżynier masteringu
- Will Quinnell – inżynier masteringu

## Notowania i certyfikaty
| Lista (2020)                         | Najwyższa pozycja |
| ------------------------------------ | ----------------- |
| Australia (ARIA)                     | 58                |
| Austria (Ö3 Austria Top 40)          | 49                |
| Czechy (Singles Digitál – Top 100)   | 44                |
| Estonia (Eesti Tipp-40)              | 35                |
| Francja (Top 200 Singles)            | 175               |
| Grecja (IFPI)                        | 51                |
| Holandia (Single Top 100)            | 90                |
| Irlandia (Top 100 Singles)           | 42                |
| Kanada (Billboard Canadian Hot 100)  | 56                |
| Niemcy (Top 100 Singles)             | 63                |
| Norwegia (Top 40 Singles)            | 32                |
| Nowa Zelandia (RMNZ)                 | 2                 |
| Polska (AirPlay – Top)               | 1                 |
| Portugalia (Top 100 Singles)         | 78                |
| Słowacja (Singles Digitál – Top 100) | 34                |
| Stany Zjednoczone (Hot 100)          | 98                |
| Stany Zjednoczone (Rolling Stone)    | 76                |
| Szkocja (OCC)                        | 43                |
| Szwajcaria (Singles Top 100)         | 39                |
| Szwecja (Top 100 Singles)            | 71                |
| Węgry (Stream Top 40)                | 24                |
| Wielka Brytania (Singles Top 200)    | 89                |

| Lista (2020)           | Najwyższa pozycja |
| ---------------------- | ----------------- |
| Polska (AirPlay – Top) | 25                |

| Państwo       | Status      | Sprzedane kopie |
| ------------- | ----------- | --------------- |
| Polska (ZPAV) | złota płyta | 10,000          |

## Historia wydania
| Region    | Data           | Format                      | Wytwórnia  | Źródło |
| --------- | -------------- | --------------------------- | ---------- | ------ |
| Świat     | 21 lutego 2020 | Digital download, streaming | Interscope | [ 25 ] |
| Australia | 24 lutego 2020 | Contemporary hit radio      | Universal  | [ 26 ] |